# Historia del uniforme del Portuguesa Fútbol Club
Se identifica desde su creación en 1972 por el uniforme de color rojo y negro. En toda la historia del fútbol venezolano han sido solo el Portuguesa FC, Estudiantes de Mérida FC y Mineros de Guayana los únicos equipos que han mantenido durante toda su existencia los mismos colores y el mismo nombre. Su sede es el Estadio José Antonio Páez, ubicado en la ciudad de Araure, Estado Portuguesa.

## Historia
El 12 de febrero de 1972, reunidos en el Club Ítalo Venezolano de Araure, un grupo de empresarios se dio a la tarea de formar un equipo de fútbol profesional que representara a Portuguesa, aunque para ese entonces jamás se imaginaron los logros a corto plazo que tendría su idea. 
Desde su nacimiento, el 9 de abril de 1972, bajo el mando de su presidente Don Gaetano Costa y del director técnico Isidoro “Pescaito” Rodríguez, el equipo rojinegro tuvo una primera década digna de admirar, consiguiendo los campeonatos de los años 1973, bajo la dirección de Walter "Cata" Roque, en 1975 bajo el yugo del exfutbolista yugoslavo, Vladimir Popović, en 1976, dirigidos por Benjamín Fernández, 1977, con la vuelta de Popović y en 1978 con Celino Mora. Sumados a esos cetros, "El Penta", apodo recibido por sus cinco títulos, alzó la Copa Venezuela en 1973, 1976 y 1977, además de ser subcampeón de primera división en las temporadas de 1974, 1980 y 1983.
Se identifica desde su creación en 1972 por el uniforme de color rojo y negro. En toda la historia del fútbol venezolano han sido solo el Portuguesa FC

## Uniforme
- Uniforme titular: Camiseta roja y negra, pantalón negro y medias negras.
- Uniforme alternativo: Camiseta blanca y magas cortas roja y negra, pantalón negro y medias rojas.
- Se caracteriza por ser el primer rojinegro de Venezuela.

### Evolución del uniforme
| 1972 Primer Uniforme Local | 1974 Visitante            | 1976 Local     | 1977 Visitante | 1979 Visitante | 1983 Local   | 2008 Local        | 2010 Local            | 2010 Visitante | 2012 Visitante   |
| 2013 Local                 | 2014 Local                | 2014 Visitante | 2015 Local     | 2015 Visitante | 2016 Titular | 2016-2017 Portero | 2016-2017 Alternativo | 2017 Titular   | 2017 Alternativo |
| 2018-presente Titular      | 2018-presente Alternativo |                |                |                |              |                   |                       |                |                  |

### Indumentaria
| Periodo       | Proveedor                             |
| ------------- | ------------------------------------- |
| 1972-2007     | Sin Indumentaria                      |
| 2008-2010     | Bandera de la República Popular China |
| 2010-2011     | Sin Indumentaria                      |
| 2011-2012     | Winlife Sport Wear                    |
| 2012-2013     | Yess Sport                            |
| 2013-2014     | Bandera de Alemania                   |
| 2015-2016     | Bandera de Alemania                   |
| 2017 - 2021   | Mundo Creativo                        |
| 2022-2023     | Bandera de Venezuela                  |
| 2023-2024     | Atlle                                 |
| 2024-presente | Bandera de Venezuela                  |

### Patrocinador
| Periodo         | Patrocinador |
| --------------- | --- |
| 1972-2008       | Sin patrocinador |
| 2008-2009       | Garzón Hipermercado Expresos Los Llanos                                                                                           |
| 2010-2012       | Sin patrocinador |
| 2012-2013       | Yess Sport Minci Oleica (Aceite Portumesa) Gobernación de Portuguesa                                                              |
| 2013-2014       | T&C Sports Management Oleica (Aceite Portumesa) Alimentos Mary JHS AVES Portuguesa Socialista Caposa Tuampolla.com Agrícola A y B |
| 2015-2016       | Alimentos Mary Gobernación de Portuguesa ANCA Aceite Portuguesa FarmaSanRoque ALIVENSA Arroz Santoni                              |
| 2017            | Mundo Creativo ALIVENSA Alimentos Mary FarmaSanRoque Arroz Santoni AsoPortuguesa Doña Emilia                                      |
| 2018-Actualidad | Mundo Creativo ALIVENSA Alimentos Mary FarmaSanRoque Arroz Santoni AsoPortuguesa Doña Emilia Gobernación de Portuguesa            |